# Electra pseudopilosa
Electra pseudopilosa är en mossdjursart som beskrevs av Liu och Ed F. Wass 2000?. Electra pseudopilosa ingår i släktet Electra och familjen Electridae. Inga underarter finns listade i Catalogue of Life.